# Vera Cruz, São Paulo
Vera Cruz là một đô thị ở bang São Paulo của Brasil. Đô thị này nằm ở vĩ độ 22º13'11" độ vĩ nam và kinh độ 49º49'10" độ vĩ tây, trên khu vực có độ cao 628 m. Dân số năm 2004 ước tính là 11.107 người. Đô thị này có diện tích 248,56 km².

### Sông ngòi
- Sông do Peixe
- Sông do Alegre
- Sông Tibiriçá

### Các xa lộ
- SP-294